# Friend Richardson

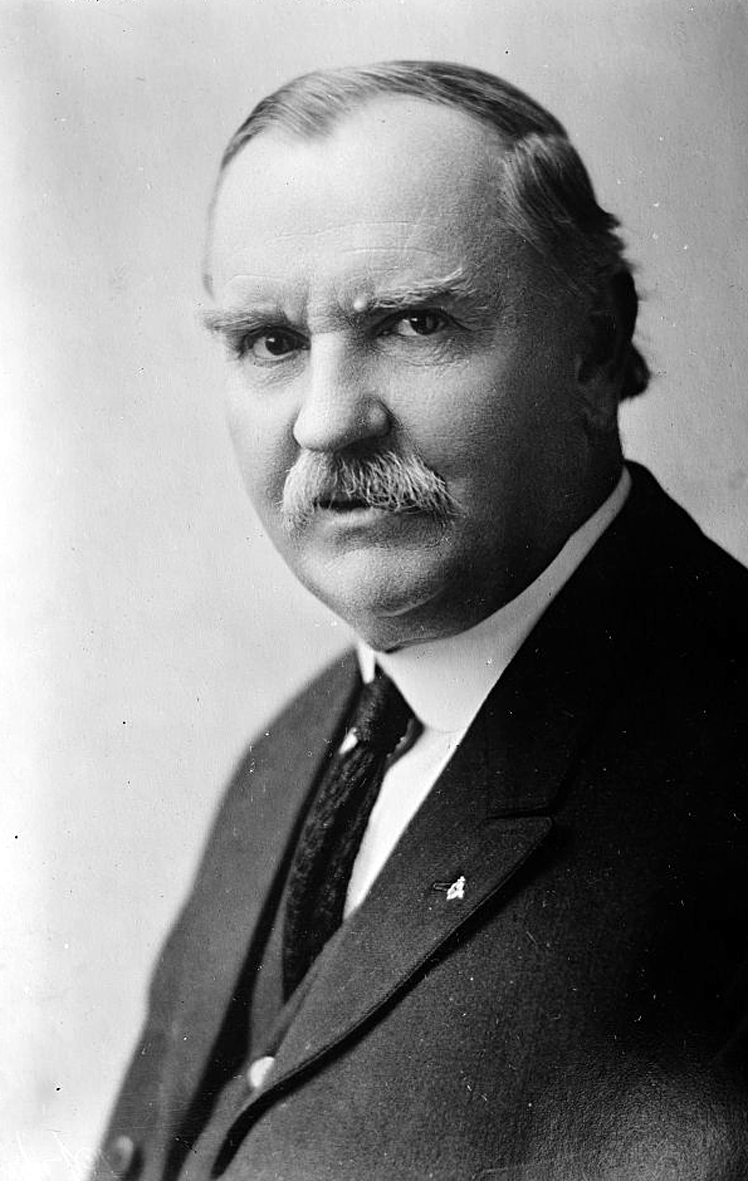
Friend Richardson

Friend William Richardson (* 1. Dezember 1865 in Friends Colony, Michigan; † 6. September 1943 in Berkeley, Kalifornien) war ein US-amerikanischer Politiker und der 25. Gouverneur von Kalifornien.

## Jugend
Friend Richardson war der Sohn von William und Rhoda Richardson, einer in Friends Colony nahe Ann Arbor ansässigen Quäkerfamilie. Sein eigentlicher Taufname war Richard, aber in Anlehnung an die Quäker-Grußformel „Friend“ änderte er seinen Namen entsprechend ab. Seine Jugend verbrachte er in seiner Heimatgemeinde. Dort war er unter anderem bei der Kreis- und Justizverwaltung angestellt. Um 1891 zog er nach San Bernardino in Kalifornien, und 1896 wurde er Eigentümer und Herausgeber einer lokalen Tageszeitung. Im Jahr 1900 zog er nach Berkeley, wo er die „Berkeley Daily Gazette“, ebenfalls eine Tageszeitung, erwarb und herausgab.

## Politische Anfänge
Dank seines inzwischen sehr guten Rufes wurden kalifornische Politiker auf ihn aufmerksam. Mit Zustimmung der California State Assembly und des Gouverneurs Henry Gage wurde er zum Direktor der kalifornischen Staatsdruckerei ernannt. Um dieses Amt antreten zu können, musste er nach Sacramento umziehen. Trotz seiner neuen Aufgabe blieb er Eigentümer seiner Zeitungen in San Bernardino und Berkeley. 1914 wurde er zum State Treasurer von Kalifornien gewählt und 1918 in diesem Amt bestätigt. 1914 war er noch für die Progressiven Partei angetreten, nach deren Niedergang war er zu den Republikanern übergetreten und hatte mit deren Unterstützung seine Wiederwahl geschafft. Mit der Zeit wurde seine politische Einstellung immer konservativer. 1922 bewarb er sich um die republikanische Nominierung für das Amt des Gouverneurs. Er setzte sich innerparteilich gegen Amtsinhaber William Stephens durch. Schließlich gewann er auch die eigentliche Wahl gegen Thomas L. Woolwine, den Kandidaten der Demokratischen Partei mit 59 gegen 36 Prozent der Stimmen. Mittlerweile war Richardson aber bereits so konservativ geworden, dass er im Wahlkampf sogar vom Ku-Klux-Klan unterstützt wurde.

## Gouverneur von Kalifornien
Richardson trat sein neues Amt am 9. Januar 1923 an. Schon in seiner Antrittsrede verkündete er ein rigoroses Sparprogramm. Er verurteilte die Politik seiner Amtsvorgänger als verschwenderisch. Sofort ließ er den Verwaltungsapparat nach Einsparungsmöglichkeiten durchleuchten. Sich überschneidende Bereiche wurden zusammengelegt, unnötige Stellen gestrichen. Richardsons Einsparungspläne gingen allmählich dem kalifornischen Parlament zu weit. Ein Vorschlag des Gouverneurs, zwei Universitäten aus Kostengründen zu schließen, wurde abgelehnt. Sein mehr und mehr konservativer Kurs stieß bald auch in seiner eigenen Partei auf Widerstand. Aus diesem Grund fand Richardson für die Wahl des Jahres 1926 keine Mehrheit mehr in seiner Partei. An seiner Stelle wurde Vizegouverneur C. C. Young aufgestellt und schließlich auch gewählt. Ein positives Ergebnis seiner Amtszeit konnte Richardson allerdings für sich verbuchen: Sein Sparkurs bescherte dem Staatshaushalt einen Überschuss von 20 Millionen Dollar.

## Lebensabend und Tod
Nach dem Ende seiner Amtszeit war Richardson wieder publizistisch tätig. 1931 wurde er Herausgeber der Zeitung „Alemeda Time Star“. In den Jahren 1932 bis 1939 wurde er nochmals in hohe Verwaltungsämter des Staates berufen. 1939 zog er sich dann endgültig zurück. Er starb am 6. September 1943 an den Folgen eines Herzinfarkts.
Richardson war Mitglied mehrerer Freimaurerlogen. Seit 1891 war er mit Augusta Felder verheiratet. Das Paar hatte drei Kinder.